# Spigelia guianensis
Spigelia guianensis là một loài thực vật có hoa trong họ Mã tiền. Loài này được (Aubl.) Lemée miêu tả khoa học đầu tiên năm 1954.